# YouTube
YouTube is een website van YouTube LLC, een dochteronderneming van Google LLC. Het is een website waar gebruikers kosteloos en soms tegen betaling video's kunnen publiceren en kunnen bekijken. De video's om gratis te bekijken worden door advertenties onderbroken.
Het hoofdkantoor van het bedrijf bevindt zich in San Bruno in Californië. Neal Mohan is sinds februari 2023 de CEO van YouTube. Hij volgde Susan Wojcicki, die het vanaf februari 2014 was geweest.
De Verordening digitale diensten beschouwt YouTube als een zeer groot onlineplatform en legt bijhorende verplichtingen op.

## Geschiedenis
YouTube.com werd in februari 2005 door Chad Hurley, Steve Chen en Jawed Karim opgericht. Ze werkten alle drie bij PayPal en waren al vroeg actief in de computerindustrie. Jawed kwam in februari 2004 op het idee voor YouTube door de rol van Janet Jackson bij de Super Bowl van dat jaar. Jawed kon maar moeilijk videoclips van het incident online vinden, wat hem er op bracht om een website speciaal voor het delen van video's op te zetten. De domeinnaam YouTube werd op 14 februari 2005 om 21:13 GMT-8 geregistreerd. In de maanden die volgden werd de website stap voor stap opgezet.
De eerste video, met de titel Me at the zoo, waarin Karim de San Diego Zoo bezoekt, werd op 23 april 2005 door Karim zelf geüpload. Deze video staat nog steeds online. YouTube was in april 2005 in de testfase voor een datingnetwerk en in mei 2005 werd vertoond hoe de website eruit zou gaan zien. Een half jaar later was de website volledig actief. Sequoia Capital investeerde tussen november 2005 en april 2006 een durfkapitaal van 11 miljoen dollar in YouTube. Het bedrijf werd bestuurd vanuit een garage in San Mateo, Californië.
YouTube begon officieel op 15 december 2005, had inmiddels rond de 8 miljoen kijkers per dag, groeide snel in populariteit en in 2006 stond de site al in de top 10 van meest bezochte websites wereldwijd. Er werden in juli 2006 ongeveer 65.000 video's per dag op YouTube gezet en er werden er meer dan 100 miljoen per dag bekeken. Rond augustus 2006 telde YouTube meer dan 6 miljoen video's. Volgens een artikel in The Wall Street Journal waren het er 6,1 miljoen, met een totale opslagruimte van circa 45 terabyte. Vroege YouTube-kanalen die snel populair werden zijn onder meer Smosh en het kanaal van Shane Dawson.
YouTube werd op 14 november 2006 door Google voor een bedrag van 1,65 miljard dollar overgenomen. Google had al een met YouTube concurrerende website, Google Videos. De concurrenten Google Video en Yahoo Video bleven ver achter bij YouTube.
Op 8 en 10 maart 2007 werd de eerste schadeclaim ingediend, ter waarde van 1 miljard dollar. Ook vonden de eerste landelijke blokkades plaats, in Thailand en Turkije.
Op 17 juni 2007 ging YouTube Mobile van start, maar niet alle video's konden afgespeeld worden. In deze periode was de smartphone nog niet de standaard. YouTube introduceerde op 23 augustus 2007 een partnerprogramma waarmee het voor bedrijven mogelijk werd om geld te verdienen met reclame-inkomsten bij het tonen van video's. Deze extra functionaliteit maakte dat vloggen snel populair werd. Vanaf 1 april 2008 haalde YouTube voortaan ieder jaar een 1 april-grap uit. Er is geschat dat YouTube in het jaar 2007 net zoveel bandbreedte verbruikte als het hele internet in het jaar 2000. Vanaf 20 november 2008 konden video's in hd-kwaliteit aangeboden worden.
Vanaf 21 juli 2009 konden 3D-video's geüpload worden op de site. YouTube meldde in 2009 dat de site per dag 1 miljard kijkers had. Video's konden vanaf november 2009 in full-HD-kwaliteit aangeboden worden. In 2010 werden er meer dan 2 miljard video's per dag bekeken.
In 2010 begon YouTube ook met het livestreamen van content. De site kocht in januari 2010 de rechten op om twee jaar lang overal ter wereld de Indian Premier League uit te zenden.
Vanaf 9 juli 2010 konden video's worden aangeboden in 4K (4096×3072 pixels)-kwaliteit. YouTube had in 2011 3 miljard kijkers per dag en ontving 48 uur videomateriaal per minuut aan nieuwe video's. Vanaf 4 november 2011 werd Google+ geïntegreerd in YouTube. Op 2 december 2011 werd de vormgeving van YouTube volledig aangepast. YouTube had inmiddels 4 miljard kijkers per dag.
Eind 2012 was er een nieuwe vormgevingsupdate. Deze werd geleidelijk ingevoerd en was eerst beschikbaar voor de aangemelde gebruikers van de site. Later volgde ook de rest. Vanaf 2013 had YouTube een aparte versie voor elk land, en niet meer voor elke taal. YouTube ontving in dat jaar 100 uur aan videomateriaal per minuut. Vanaf 26 juni 2014 werden video's met 60 beelden per seconde ondersteund, vooral voor game-video's. Op 12 november 2014 ging YouTube Red van start. Op 1 december 2014 werd de YouTube-hit Gangnam Style zo vaak bekeken dat YouTube zijn integer van 32 bits (maximaal 2.147.483.647 kijkers) moest verhogen naar 64 bits (maximaal 9.223.372.036.854.775.807 kijkers). Op 20 februari 2015 introduceerde YouTube een kindvriendelijke app: YouTube Kids. Vanaf 10 juni 2015 bood YouTube ondersteuning voor 8K-video's (7680×4320 pixels). Op 8 januari 2016 kondigde YouTube aan HDR te gaan ondersteunen.

## Maatschappelijke gevolgen

### Blokkades
De landen Turkmenistan, Turkije, Iran, Brazilië en Pakistan hebben één of meer keren de website geblokkeerd. In China was dat ook het geval vanwege video's over mensenrechtenschendingen in Tibet.
Van 8 maart tot 30 augustus 2007 was YouTube geblokkeerd in Thailand. De redenen van de blokkering werden niet duidelijk, geruchten spraken van voor de regering negatieve filmpjes. Het Thaise ministerie van ICT blokkeert regelmatig websites, inmiddels zijn er enige tienduizenden websites geblokkeerd. Ook de CNN- en BBC-sites en -tv-uitzendingen worden regelmatig tijdelijk geblokkeerd wanneer er voor de Thaise regering ongunstig nieuws is.
Van 2007 tot 2011 was YouTube in Turkije geblokkeerd wegens video's die grondlegger Atatürk zouden beledigen. De blokkade werd echter zo massaal omzeild dat YouTube in Turkije toch in de top 10 van meest bezochte sites stond. De blokkade werd opgeheven nadat ook president Abdullah Gül zich via Twitter tegen de blokkade had uitgesproken.

### Auteursrechtenschendingen

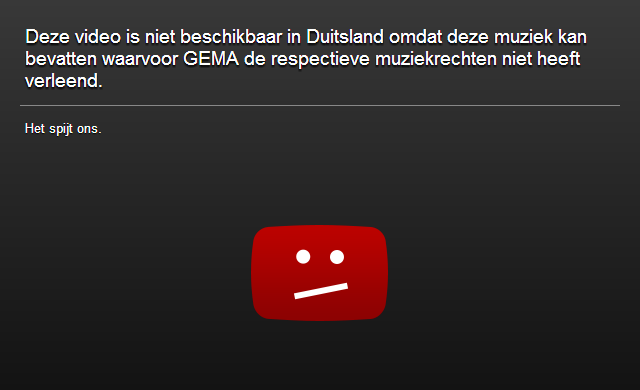
Melding bij een video die in Duitsland vanwege een auteursrechtenkwestie niet te zien is

Er is soms illegaal beeldmateriaal op de site te zien waarop auteursrecht rust. Sinds de overname door Google spannen regelmatig bedrijven rechtszaken aan tegen de website, waaronder de Premier League vanwege onrechtmatig gebruik van voetbalbeelden. In maart 2007 werd bekend dat het mediabedrijf Viacom 1 miljard dollar eiste van Google omdat YouTube 160.000 illegale videoclips van het bedrijf bevatte. In september 2007 liet film- en televisiemaatschappij 20th Century Fox honderden filmpjes met auteursrechtelijk beschermd materiaal offline halen.
Door middel van een rapportage-systeem en automatische herkenning van auteursrechtenschending op basis van een database worden filmpjes verwijderd door medewerkers. Na klachten van een Japanse auteursrechtenorganisatie zijn in 2006 30.000 filmpjes van YouTube verwijderd. In maart 2006 werd een uploadbeperking ingevoerd waardoor filmpjes langer dan 11 minuten geweigerd worden. Hiermee was het niet langer mogelijk complete televisieprogramma's te uploaden. Veel uploaders deelden hun video's in stukken op, waardoor er nog steeds veel televisieprogramma's te bekijken zijn. Google heeft een auteursrechtfilter aangebracht, wat betekent dat alle filmpjes worden gecontroleerd op hun digitale vingerafdruk. Het filter, YouTube Video ID, genereert unieke digitale vingerafdrukken van videobestanden, zogenaamde hashcodes.
Volgens een onderzoek van OpenDataCity in 2013 werden de auteursrechten op YouTube het sterkst nageleefd in Duitsland. Dit was voornamelijk het gevolg van een conflict tussen de Duitse auteursrechtenmaatschappij en Google, waardoor van de 1000 populairste video's 60% geblokkeerd was.

### Filmpjes met schokkende inhoud
In november 2017 haalde YouTube 150.000 videofilmpjes waarin was te zien hoe kinderen werden mishandeld en misbruikt van de eigen site. Veel grote bedrijven haalden naar aanleiding van de filmpjes hun advertenties tijdelijk van YouTube.

### Boete schending privacy
Google en YouTube hebben een boete gekregen van US$ 170 miljoen na een aanklacht van de Federal Trade Commission (FTC) en de openbaar aanklager van de staat New York. De toezichthouder constateerde dat YouTube persoonlijke informatie verzamelde over kijkers van kindgerichte kanalen, zonder eerst ouders op de hoogte te stellen en hun toestemming te vragen. Dit is de hoogste boete ooit onder de Amerikaanse Children's Online Privacy Protection Act, die in 1998 is ingevoerd.

## Functionaliteiten

### Techniek
YouTube ondersteunt voor alle video's HTML5. Ook is het mogelijk om video's in 4K-resolutie en van 60 beelden per seconde te bekijken in HTML5.

### Kanalen
Elke gebruiker die video's uploadt heeft hiervoor een eigen YouTube-kanaal (soms meerdere), waarop de video's kunnen worden geplaatst. Gebruikers kunnen zich naar keuze gratis abonneren op willekeurige kanalen. Dit houdt concreet in dat men gemakkelijk naar de video's op de kanalen waar men op is geabonneerd kan navigeren en de door de beheerder van het kanaal nieuw geüploade video's meteen te zien krijgt. Bovendien kan men per kanaal instellen of men een melding wil ontvangen als er een nieuwe video is.
Bij 100.000 abonnees krijgt de houder van het kanaal als prijs een Silver Play Button (een verzilverd object in de vorm van de afspeelknop die het YouTube-pictogram voorstelt), bij 1 miljoen een gouden, bij 10 miljoen een diamanten, bij 50 miljoen een robijnen (waarvan de vorm is afgeleid van het logo van de youtuber) en bij 100 miljoen een rode diamanten, hogere aantallen zijn er (anno 2020) niet behaald.

### Uploaden
De content creators (inhoudsmakers) van YouTube zijn degenen die de video's maken en uploaden. Een persoon die dit met enige regelmaat doet, wordt een youtuber genoemd.
Om video's te kunnen uploaden moet iemand eerst een gebruikersnaam en YouTubekanaal (zie hierboven) aanmaken. Een video kan via een webformulier geüpload worden. Elke geüploade video is op te zoeken met behulp van de zoektermen – de tags – die bij het filmpje zijn toegevoegd. Dit zijn trefwoorden, op de Nederlandse versie van YouTube 'labels' geheten, die een classificatie mogelijk maken, ook wel een folksonomie. Sinds 2011 is een tijdsbeperking opgeheven, maar een video mag niet groter zijn dan 20 GB. Geüploade filmpjes worden automatisch gecomprimeerd zodat ze niet te veel plaats innemen op de servers van YouTube.
Er is een audiobibliotheek met muziek en geluidseffecten die gratis gebruikt mogen worden in YouTube-video's.
Sinds juni 2011 is het mogelijk om video's te uploaden onder een Creative Commons-licentie, waarbij het geüploade materiaal onder de voorwaarden van de licentie hergebruikt kan worden zonder inbreuk te maken op auteursrechten.
Een filmpje heeft een titel en een bij het filmpje behorende kleine afbeelding (thumbnail). Overzichten van filmpjes, bijvoorbeeld van een bepaald kanaal, of verwant aan een bepaald filmpje, laten vaak de thumbnail, de titel, de naam van het kanaal en de speelduur zien, en soms ook de datum. De titel valt soms onder clickbait.

#### Inkomsten voor de uploader

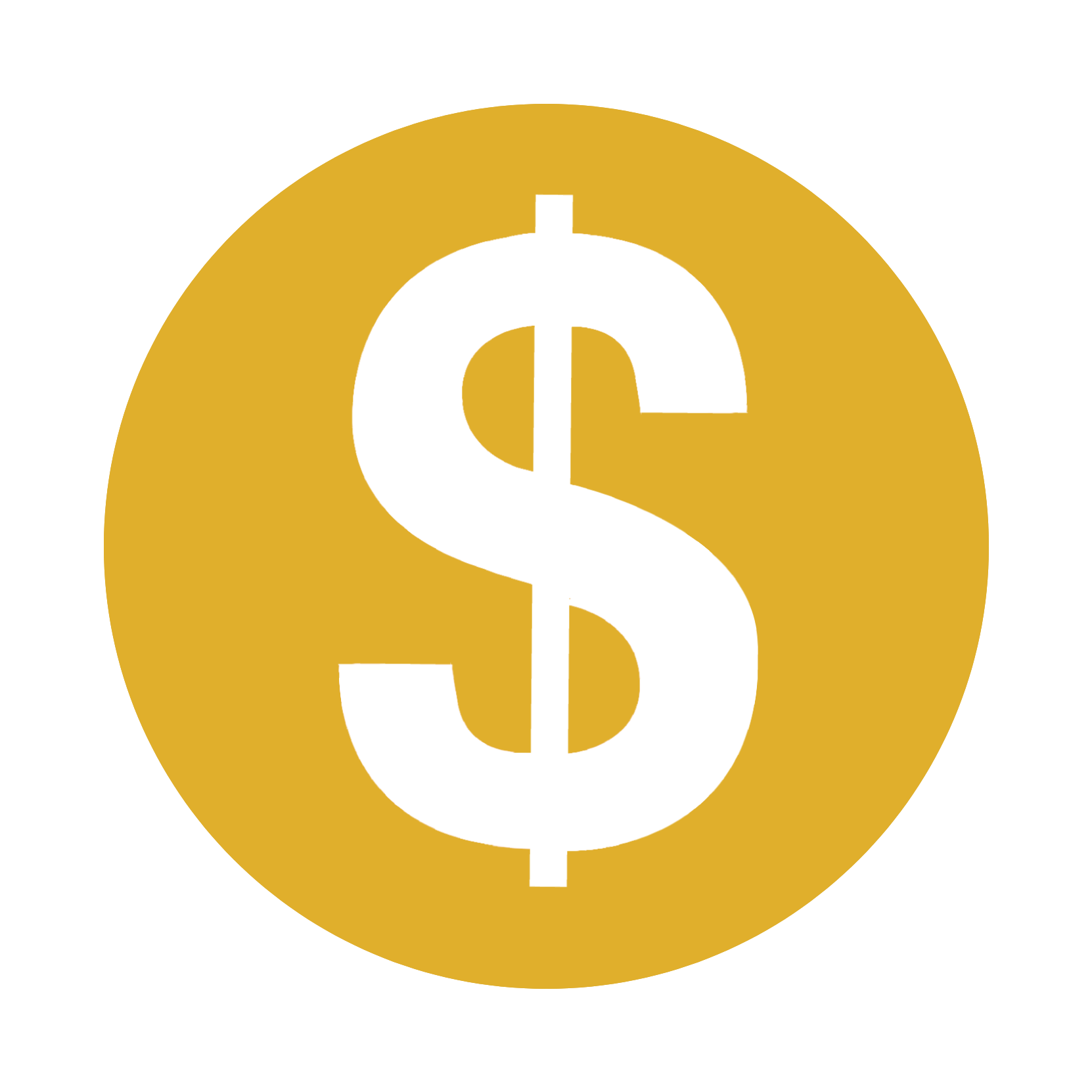
Het logo als men geen of weinig advertenties op de video krijgt

De content creator krijgt een deel van de reclame-inkomsten die YouTube ontvangt. In 2017 meldden veel youtubers sterk gedaalde inkomsten door een nieuw systeem om te bepalen of advertenties volgens adverteerders en YouTube geschikt zijn voor vertoning bij een bepaalde video of op een bepaald kanaal. Er wordt wel gesproken van een adpocalypse. Als de video niet geschikt is voor adverteerders wordt de video demonetized en kunnen er weinig of geen advertenties op de video komen.
De youtuber kan ook, tegen betaling in geld of producten, zelf producten van een bedrijf promoten. Dit kan expliciete reclame zijn binnen de speelduur van de video, of door zulke producten te tonen of te gebruiken in de video (product placement). De youtuber verdient soms ook met merchandising, met betaalde ontmoetingen met fans en met extra services verleend via sites als Patreon. In 2019, 2020 en 2021 deelde YouTube in totaal 30 miljard dollar uit aan twee miljoen 'creators' aangesloten op hun platform.
In 2018 keurde de Belgische Jury voor Ethische Praktijken de wijze van verkoop van merchandise van een youtuber af, onder meer omdat deze zich daarbij richt op kinderen.

### Afspelen
Een filmpje op YouTube kan vanaf youtube.com worden afgespeeld, maar de beheerder van een webpagina kan het filmpje ook insluiten in die webpagina. Dit houdt in dat het filmpje vanaf die pagina kan worden afgespeeld, gebruikmakend van het filmpje op de server van YouTube. Rechtsonderin het beeld van het filmpje op de webpagina staat een link naar de betreffende YouTube-pagina. Op de YouTube-pagina van een filmpje zijn standaard ook reacties op en discussies over het filmpje mogelijk. De uploader kan er ook voor kiezen dit uit te schakelen.
Bij het afspelen is er de mogelijkheid van versneld en vertraagd afspelen, en voor afspelen op een lagere resolutie dan het origineel (nuttig bij een trage verbinding, of bij duur datagebruik). Ook kan met de pijltjestoetsen (indien aanwezig op het afspeelapparaat) steeds 5 seconden terug- of vooruitgespoeld worden.

### Live doorgeven
Onder extra voorwaarden is ook live streaming mogelijk. Videobeelden worden dan live naar YouTube gestuurd, en zijn dan voor kijkers met enkele seconden vertraging te zien. Vaak kunnen kijkers dan via tekstberichten reageren, en de youtuber kan daar dan weer in zijn uitzending op reageren. Ook kan de kijker vaak een donatie doen, wat dan direct in beeld verschijnt (soms met text-to-speech, TTS: tekst die de donateur heeft ingetypt wordt geautomatiseerd uitgesproken) en waarvoor de youtuber de kijker dan bedankt. Vaak is de duur van een livestream langer dan van andere video's, omdat die laatste vaak bewerkt worden en dus per minuut eindresultaat meer werk zijn om te maken (doordat meer gefilmd wordt dan in de video verwerkt wordt, en door het werk van het bewerken zelf).
Als men inschakelt tijdens de uitzending, kan men de beelden vanaf dat moment live bekijken, of vanaf het begin met de betreffende vertraging. In het laatste geval kan het wel voorkomen dat men plotseling niet verder kan kijken, want als de livestream stopt wordt deze direct of na enige tijd uitgezet. Verder kan men "terugspringen" en "vooruitspringen" als in een gewone opgeslagen video, met dit verschil dat de video steeds langer wordt naarmate de uitzending voortduurt. Bij een zeer lange livestream kan er een maximum zijn aan de tijdsduur dat men terug kan kijken, bijvoorbeeld dat voortschrijdend steeds de laatste twee uur beschikbaar zijn.
Soms worden de beelden, al dan niet bewerkt, later als gewone opgeslagen video beschikbaar gesteld.
Het is ook mogelijk om via Google+ rechtstreeks uit te zenden. Deze Google+-app heet Hangouts. Om rechtstreeks te kunnen uitzenden via Hangouts moet de YouTube-account van de gebruiker gelinkt zijn aan een Google+-account.

## Voorwaarden
De gebruiker is gebonden aan de voorwaarden van YouTube. Zo krijgt YouTube het recht de filmpjes te publiceren.
Bij schending van de communityrichtlijnen of auteursrechten kan de uploader een strike (waarschuwing of maatregel) krijgen. Vaak gebeurt dit naar aanleiding van binnengekomen klachten.
Als een kanaal binnen een bepaalde periode getroffen wordt door drie strikes, wordt dit kanaal beëindigd. Dit betekent dat alle video's en alle reacties daarop worden verwijderd, dat ook geen nieuwe video's op het kanaal kunnen worden geplaatst, en dat alle abonnementen op het kanaal vervallen. De eigenaar van het betreffende kanaal mag dan wel een nieuw kanaal beginnen. YouTube kan de beëindiging van het kanaal terugdraaien, als na nadere beschouwing en heroverweging de klachten niet terecht of althans minder ernstig zijn gebleken.

## Algoritmische blokkade
Sinds februari 2017 wordt de analyse van de schending van de communityrichtlijnen overgelaten aan een artificiële intelligentie. Als het algoritme analyseert dat er sprake is van schending van de richtlijnen, wordt het betreffende kanaal zonder waarschuwing of uitleg onmiddellijk geblokkeerd. Een eventueel bezwaar of bezwaarschrift wordt door hetzelfde algoritme geëvalueerd, en dus wordt een verzoek om heroverweging van de blokkade daarop (vrijwel) nooit gehonoreerd. Dit geldt ook als er sprake is van een evidente 'vergissing'. In sommige gevallen werd na veel media-protest een kanaal toch weer opengesteld.

## Genres
Nieuwszenders en de pers in het algemeen gebruiken YouTube voor de verspreiding van berichten. Sommige bedrijven, waaronder de BBC, Vevo en Samsung sluiten contracten met YouTube af om hun videoclips te laten vertonen op de website. Dit geldt ook voor verschillende muziekproducenten als Nuclear Blast en Sony Music Entertainment. Sportclubs zijn ook actief op YouTube.
Gebruikers bieden videofilmpjes aan van onder meer de volgende genres:
- Vlog: registratie van wat de youtuber/vlogger doet en beleeft, in principe zonder dingen te doen speciaal voor het filmpje.[58]
  - Familievlog
- Verhandeling: commentaar (deels commentaar op andere filmpjes; soms op een film die de commentator zelf nog niet gezien heeft).
- Spelen van een videospel met gesproken commentaar: met vaak in een hoekje van het beeld het beeld van de youtuber (facecam).
- Educatief.
- Prank: waarbij de reactie van het "slachtoffer" gefilmd wordt.
- Prank tegenover de kijker: waarbij de maker iets meedeelt aan de kijker (bijvoorbeeld wat hij heeft meegemaakt of van plan is) dat niet waar is, eventueel met het in beeld brengen van bijbehorende activiteiten; in hetzelfde of een volgend filmpje zegt de maker dan vaak tegen de kijker dat het niet waar was, en dat de activiteiten gespeeld zijn.
- Fake prank: een filmpje waarbij de maker tegenover de kijker doet alsof het een prank in de eerstgenoemde betekenis is, terwijl in werkelijkheid het "slachtoffer" weet wat er gaat gebeuren en zijn verwarring, boosheid, enz. speelt (dus een prank tegenover de kijker, met een schijnbare prank in de eerste hierboven genoemde betekenis); dit wordt soms als een tegenover de kijker ongepast genre beschouwd.
- Sociaal experiment.
- Challenge (uitdaging): (poging tot) het leveren van een bijzondere "prestatie" (in de ruime zin van het woord, vaak het doen van iets wat je normaal gesproken niet doet, omdat het onaangenaam of onverstandig is); soms, zoals bij de Ice Bucket Challenge, gekoppeld aan een goed doel.
- Remixes en compilaties: korte fragmenten die samengevoegd worden tot een amuserend of educatief geheel.

Vaak wisselt een maker/uploader verschillende genres af, maar hij kan zich ook voornamelijk richten op één genre.

## Feedback
De maker of uploader van video's krijgt binnen YouTube bepaalde vormen van feedback.
Per video is dit het aantal keer dat een video bekeken wordt (views), het aantal kijkers dat een video als leuk markeert (likes), het aantal kijkers dat een video als niet leuk markeert (dislikes) en de reacties die onder de video worden geplaatst (als deze mogelijkheid niet is uitgeschakeld, zie ook hieronder). Sinds november 2021 is het aantal dislikes onder een video niet meer zichtbaar.

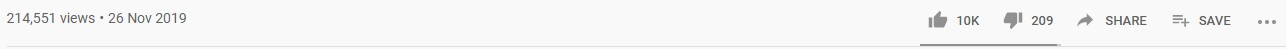
Het aantal weergaven, likes en dislikes

Per kanaal is dit het aantal abonnementen (subs) en het totale aantal views.

## COPPA
Ter uitvoering van een schikking in 2019 met de Federal Trade Commission (FTC), de Amerikaanse organisatie voor bescherming van consumenten, gaat YouTube meer doen om samen met haar creators zich meer te houden aan de Children's Online Privacy Protection Act, COPPA. Creators moeten per video aan YouTube opgeven of deze gericht is op kinderen onder de 13 jaar. Zo ja, dan wordt onder meer de mogelijkheid tot het plaatsen van reacties op de video voor jong en oud uitgeschakeld. Zo nee, dan riskeert de creator een hoge boete als de FTC oordeelt dat het toch zo is. Er is nog veel onduidelijk over het criterium "gericht op kinderen onder de 13 jaar", er is een groot grijs gebied, en een creator kan er geen zekerheid over verkrijgen.

## Prijzen en speciale evenementen
Eind 2009 werd YouTube door het Amerikaanse tijdschrift Adweek uitgeroepen tot website van het decennium. Het liet Google, Wikipedia en Facebook achter zich in de verkiezing.
In 2007 en 2008 werd de YouTube Award toegekend aan de makers van een aantal populaire filmpjes. Sinds 2008 bestaat het evenement YouTube Live. Het YouTube Symphony Orchestra is een symfonieorkest dat wordt samengesteld door het houden van open audities, onder andere op YouTube. Op 15 april 2009 trad het op in New York.
Jaarlijks is er sinds 2010 in Nederland in april voor creators (makers/uploaders) en fans/geïnteresseerden de Dutch YouTube Gathering (DYTG) in de Jaarbeurs van Utrecht. Ook was er van 2015 tot en met 2019 het Veed festival (met uitreiking van de VEED Awards) in de Westergasfabriek in Amsterdam.

## Financiële resultaten
Ondanks de vele gebruikers heeft Google nooit naar buiten gebracht hoeveel YouTube oplevert en wat de kosten zijn. In 2015 kwam via The Wall Street Journal naar buiten dat YouTube, sinds de overname door Google in 2006, nog nooit winst had gemaakt. Op zijn best zou YouTube break-even draaien. Beleggers vinden deze geheimzinnigheid vervelend, omdat het voor hen op deze wijze moeilijk in te schatten is wat de bijdrage van YouTube is voor Google (Alphabet Inc.) als geheel.
Begin 2020 werden voor eerst details over de omzet naar buiten gebracht. Hierdoor werd onder andere het volgende duidelijk. De bruto-omzet uit advertenties op YouTube betrof in 2017 8,15 miljard dollar, in 2018 11,155 miljard dollar en in 2019 15,149 miljard dollar. De bruto-omzet betreft de omzet zonder aftrek van de kosten die nog aan videomakers moeten worden afgedragen. De opbrengsten van YouTube Premium blijven onduidelijk. De specifieke kosten van YouTube worden niet gepubliceerd waardoor onbekend blijft hoeveel winst dan wel verlies YouTube realiseert.

## Varia
- De slagzin van de website is YouTube, Broadcast Yourself.

## Overeenkomstig
- Dailymotion is een website waarop kosteloos video's kunnen worden geplaatst en bekeken.
- Vimeo is een website waar zonder kosten video's geüpload kunnen worden.